# Trichiorhyssemus cloueti
Trichiorhyssemus cloueti är en skalbaggsart som beskrevs av Koshantschikov 1916. Trichiorhyssemus cloueti ingår i släktet Trichiorhyssemus och familjen Aphodiidae. Inga underarter finns listade i Catalogue of Life.